# Станчик

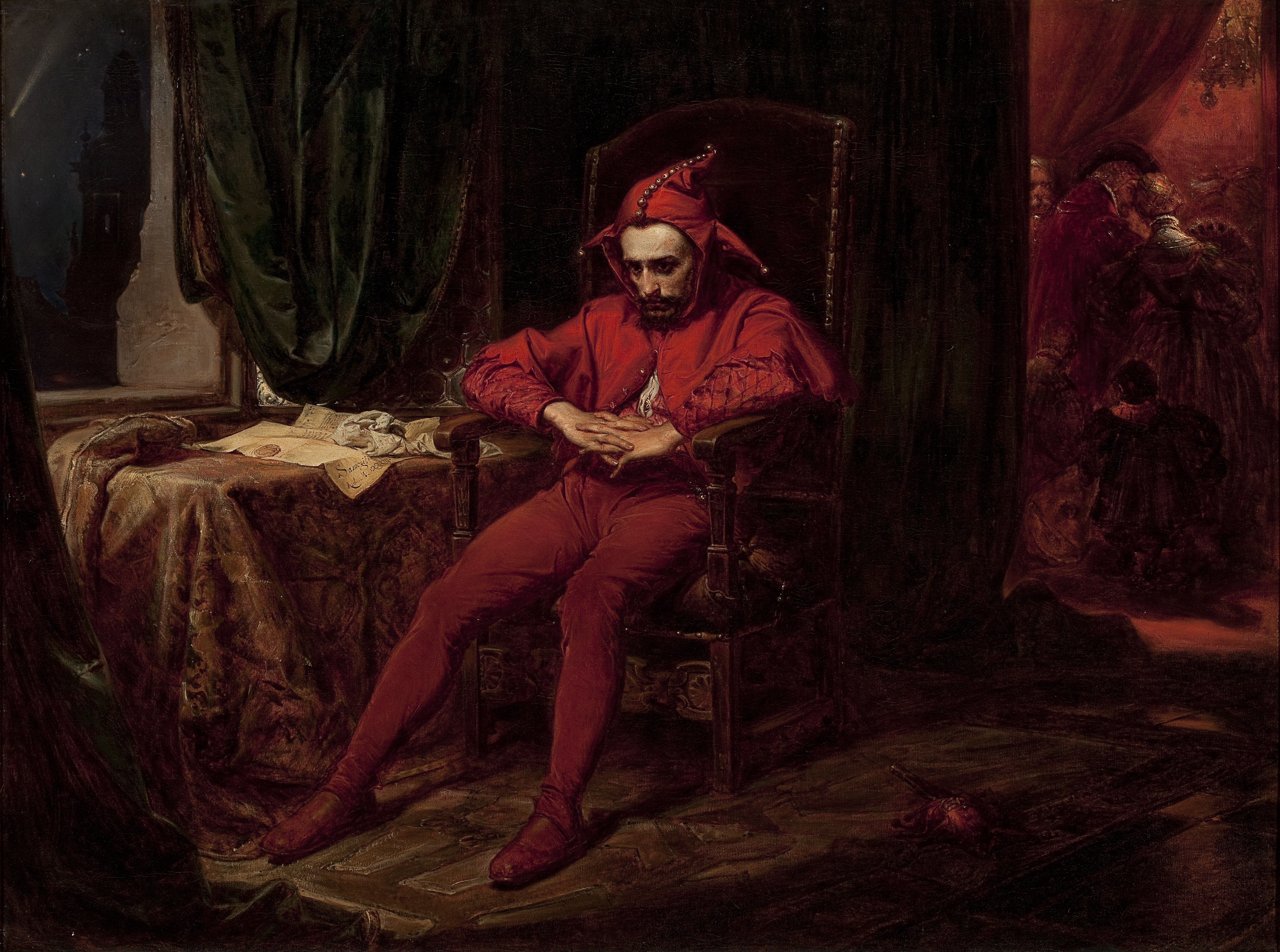
Картина Яна Матайки "Станчик на балу королеви Бони Сфорца", 1862

Станчик (пол. Stańczyk), відомий також як Гуска (старопольською gąska («гуска») — блазень) та «Станіслав Гуска»; (нар. близько 1480, помер близько 1560) — придворний блазень Олександра Ягеллончика, Сигізмунда I Старого i Сигізмунда II Августа. Став відомим за свої гострі жарти, в тому числі сміявся і з політичних рішень своїх повелителів.
Справжнє ім'я, прізвище, і взагалі перебіг життя цієї людини невідомі. Дати народження і смерті — приблизні. Походив з Прошовіце (тепер містечко) біля Кракова.
Тогочасні джерела зафіксували два різних імена придворних блазнів: «Станчик» (від імені Станіслав) та «Гуска». Обидва імена згадуються у двох коротких поемах Яна Кохановського. Згодом різні дослідники (напр. Александр Брюкнер) прийшли до висновку, що Гуска та Станчик — це два прізвиська однієї людини. Через цю гіпотезу Станчика часто називають Станіславом Гускою, що звучить як типові польські ім'я та прізвище, проте насправді відповідають пізнішим періодіам польської історії.
Брак джерел спричинив появу кількох різних гіпотез про Станчика у XIX столітті, зокрема:
- Станчик був повністю придуманий Яном Кохановським та іншими письменниками тієї епохи
- Станчик — це лише типовий образ блазня того часу, одягнений сучасниками в езопівську сатиру.
- Станчик — це витвір шекспірівського бачення XIX століття

Проте зараз більшість дослідників зійшлися на тому, що ця людина дійсно існувала, а якщо навіть і не існувала, то стала надзвичайно важливою для польської культури наступних століть.
Найбільш відомим є анекдот про Станчика та випадок на полюванні. 1533 року король Сигізмунд Старий отримав з Литви величезного ведмедя. Тварину випустили у лісі біля Нєполоміце (поблизу Кракова), щоб король міг пополювати на ведмедя. Під час полювання тварина атакувала короля, королеву та придворних, чим спровокувала паніку та хаос. Королева Бона впала з свого коня, що спровокувало викидень. Пізніше, король критикував Станчика за те, що той втік, замість того, щоб атакувати ведмедя. Розповідається, що блазень відповів словами: «дуже нерозумно випускати ведмедя, який був замкнений у клітці». Цю відповідь пояснюють алюзією на політику короля стосовно Пруссії, якій було завдано поразки, проте не інкорпоровано до складу Польського королівства.
Станчика часто цитували польські письменники епохи Ренесансу (Лукаш Гурницький, Ян Кохановський, Мартін Кромер, Миколай Рей та ін.). Також можливо, що письменники приписували йому і свої думки.
В деяких літературних (напр. Весілля Виспянського) і малярських (в Яна Матейка) творах Станчик використаний для зображення алегорії людини, котра хвилюється за рідний край.
Після публікації 1869 року памфлета «Портфель Станчика» іронічне прізвисько «Станчики» закріпилось за консервативним поміщицьким угрупуванням у Галичині.